# 賽利西亞 (蒙大拿州)
賽利西亞（英語：Silesia）是位於美國蒙大拿州卡本縣的普查規定居民點。

## 歷史
賽利西亞的郵局於1900年設立，其後於1987年停運。

## 人口
根據2020年美國人口普查的數據，賽利西亞的面積為4.99平方千米，當中陸地面積為4.83平方千米，而水域面積為0.16平方千米。當地共有人口103人，而人口密度為每平方千米20.64人。